# Maxetschans

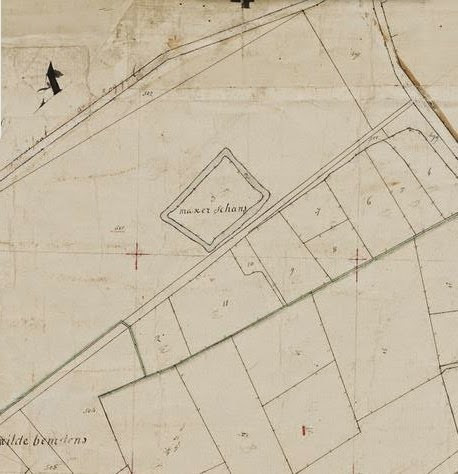
De Maxetschans op de oudste kadasterkaart van 1811-1832

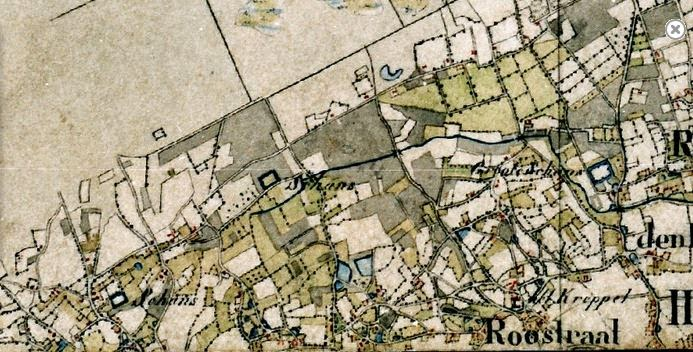
Drie schansen bij elkaar: links de Leveroyschans, midden de Maxetschans en rechts de Grote Schans.

De Maxetschans was een boerenschans in de Nederlandse gemeente Leudal. De schans lag ten noorden van buurtschap Maxet en ten noordoosten van het dorp Leveroy bij het natuurgebied Leveroyse Bergen, de Leveroyse Beek en de Maxeterdijk.
Op ruim twee kilometer naar het oosten ligt de Grote Schans en op ongeveer 1200 naar het zuidwesten de Leveroyschans.

## Geschiedenis
In 1838 werd de schans op een kadasterkaart aangeduid.

## Constructie
De ongeveer rechthoekige schans had een oppervlakte van ongeveer een halve hectare en werd omgeven door zeven meter brede grachten.